# Gran Premio di Abu Dhabi 2012
Il Gran Premio di Abu Dhabi 2012 si è corso domenica 4 novembre 2012 sul circuito di Yas Marina che sorge sull'Isola Yas, negli Emirati Arabi Uniti, diciottesima prova della stagione 2012 del campionato mondiale di Formula 1. La gara è stata vinta dal finlandese Kimi Räikkönen su Lotus-Renault, al suo diciannovesimo successo nel mondiale. Räikkönen ha preceduto sul traguardo lo spagnolo Fernando Alonso su Ferrari ed il tedesco Sebastian Vettel su Red Bull Racing-Renault.

## Vigilia

### Sviluppi futuri
La Scuderia Toro Rosso conferma la coppia di piloti (Jean-Éric Vergne e Daniel Ricciardo) anche per la stagione seguente. Anche Kimi Räikkönen è confermato anche per il 2013 alla Lotus, mentre Nico Hülkenberg, pilota della Force India, ufficializza il suo passaggio, sempre per il 2013, alla Sauber.

### Analisi per il campionato costruttori
La Red Bull Racing comanda la classifica del campionato costruttori con 91 punti di vantaggio sulla Ferrari e 101 sulla McLaren, le uniche due scuderie che possono ancora strapparle il titolo. La casa austriaca si laureerebbe campionessa qualora al termine del gran premio mantenesse 87 punti di margine sulla McLaren e 86 sulla Ferrari.

### Aspetti tecnici
La Pirelli annuncia per questo gran premio la fornitura di gomme a mescola media e a mescola morbida. La FIA conferma, come nell'edizione precedente, la definizione di due zone ove è possibile attivare il DRS durante la gara; una è posta sul lungo rettilineo tra la curva 7 e 8: il meccanismo si può attivare 390 m dopo la curva 7. La seconda zona è stabilita dopo la curva 10. Il punto dove viene determinato il distacco fra i piloti è dopo la curva 9.
Gli organizzatori hanno apportato alcune modifiche al tracciato, in particolare sull'altezza dei cordoli, che sono stati ridisegnati alla curve 5, 6, 12, 13, 14, 18 e 19.

### Aspetti sportivi
Derek Warwick è nominato commissario aggiunto per il gran premio da parte della FIA. Il britannico ha già svolto questa funzione, nel 2012, per il Gran Premio di Germania e per quello del Giappone.
Nella prima sessione di prove libere del venerdì Valtteri Bottas prende il posto di Bruno Senna alla Williams, Giedo van der Garde quello di Vitalij Petrov alla Caterham, Ma Qinghua sostituisce Narain Karthikeyan all'HRT, Jules Bianchi va al posto di Paul di Resta alla Force India, mentre Max Chilton prende la vettura di Charles Pic alla Marussia. Per Chilton, giunto quarto nella GP2, è l'esordio in un weekend del mondiale di Formula 1.
La Scuderia Ferrari utilizza una delle deroghe concesse dal regolamento in merito al lavoro notturno dei meccanici.

## Prove

### Resoconto
Le due McLaren di Lewis Hamilton e Jenson Button sono le vetture più rapide nella prima sessione del venerdì. Dietro si piazzano Sebastian Vettel e Fernando Alonso. Tutti testano le gomme medie. Van der Garde non fa segnare tempi cronometrati, per un problema al motore della sua vettura.
Nella seconda sessione del venerdì i piloti hanno testato le gomme soft. Il tempo più basso è fatto da Sebastian Vettel, che ha preceduto le due McLaren. Quarto è stato l'altro pilota della Red Bull Racing, Mark Webber, penalizzato da un problema al KERS, che lo ha costretto a una sosta ai box.
Nella terza sessione, del sabato mattina, il miglior tempo è fatto da Lewis Hamilton, che precede il suo compagno di scuderia Jenson Button. Terzo è Sebastian Vettel, che però attende ben 56 minuti nei box per un problema tecnico all'impianto frenante, e fa segnare il suo unico tempo valido negli ultimi minuti della sessione. Restano più indietro le Ferrari.

### Risultati
Nella prima sessione del venerdì si è avuta questa situazione:
| Pos | Nº | Pilota           | Costruttore             | Tempo    | Gap    | Giri |
| --- | -- | ---------------- | ----------------------- | -------- | ------ | ---- |
| 1   | 4  | Lewis Hamilton   | McLaren-Mercedes        | 1'43"285 |        | 21   |
| 2   | 3  | Jenson Button    | McLaren-Mercedes        | 1'43"618 | +0"333 | 19   |
| 3   | 1  | Sebastian Vettel | Red Bull Racing-Renault | 1'44"050 | +0"765 | 23   |

Nella seconda sessione del venerdì si è avuta questa situazione:
| Pos | Nº | Pilota           | Costruttore             | Tempo    | Gap    | Giri |
| --- | -- | ---------------- | ----------------------- | -------- | ------ | ---- |
| 1   | 1  | Sebastian Vettel | Red Bull Racing-Renault | 1'41"751 |        | 34   |
| 2   | 4  | Lewis Hamilton   | McLaren-Mercedes        | 1'41"919 | +0"168 | 34   |
| 3   | 3  | Jenson Button    | McLaren-Mercedes        | 1'42"412 | +0"661 | 36   |

Nella sessione del sabato mattina si è avuta questa situazione:
| Pos | Nº | Pilota           | Costruttore             | Tempo    | Gap    | Giri |
| --- | -- | ---------------- | ----------------------- | -------- | ------ | ---- |
| 1   | 4  | Lewis Hamilton   | McLaren-Mercedes        | 1'42"130 |        | 18   |
| 2   | 3  | Jenson Button    | McLaren-Mercedes        | 1'42"420 | +0"290 | 17   |
| 3   | 1  | Sebastian Vettel | Red Bull Racing-Renault | 1'42"614 | +0"484 | 7    |

## Qualifiche

### Resoconto
In Q1 il miglior tempo è di Lewis Hamilton, che precede Nico Rosberg. Sebastian Vettel sfiora un guardrail, e chiude ottavo. Anche Jean-Éric Vergne è autore di un testacoda, tanto da venir eliminato assieme ai piloti di Caterham, Marussia e HRT.
Nella seconda fase tutti i piloti passano all'uso di gomme soft. Hamilton si conferma il più rapido, seguito dalle due Red Bull Racing. Vengono eliminati i due piloti della Force India, i due della Sauber, Michael Schumacher, Bruno Senna, Kamui Kobayashi e Daniel Ricciardo.
Nella fase decisiva Lewis Hamilton continua a essere il più veloce, conquistando così la sua pole numero 25 nel mondiale. Il pilota britannico precede nuovamente le due Red Bull. Fernando Alonso, secondo nella classifica piloti, dietro a Vettel, chiude settimo. Nel giro di rientro ai box, al termine della sessione, Sebastian Vettel è costretto a parcheggiare la sua vettura lungo il tracciato per l'assenza di carburante. Essendo la quantità rimasta nel serbatoio inferiore a litro, quantità minima prevista dal regolamento per consentire ai tecnici di effettuare i controlli, il pilota tedesco è retrocesso all'ultimo posto della griglia di partenza.

### Risultati
Nella sessione di qualifica si è avuta questa situazione:
| Pos                         | Nº | Pilota             | Costruttore             | Q1       | Q2       | Q3       | Griglia |
| --------------------------- | -- | ------------------ | ----------------------- | -------- | -------- | -------- | ------- |
| 1                           | 4  | Lewis Hamilton     | McLaren-Mercedes        | 1'41"497 | 1'40"901 | 1'40"630 | 1       |
| 2                           | 2  | Mark Webber        | Red Bull Racing-Renault | 1'41"933 | 1'41"277 | 1'40"978 | 2       |
| 3                           | 18 | Pastor Maldonado   | Williams-Renault        | 1'41"981 | 1'41"907 | 1'41"226 | 3       |
| 4                           | 9  | Kimi Räikkönen     | Lotus-Renault           | 1'42"222 | 1'41"532 | 1'41"260 | 4       |
| 5                           | 3  | Jenson Button      | McLaren-Mercedes        | 1'42"342 | 1'41"873 | 1'41"290 | 5       |
| 6                           | 5  | Fernando Alonso    | Ferrari                 | 1'41"939 | 1'41"514 | 1'41"582 | 6       |
| 7                           | 8  | Nico Rosberg       | Mercedes                | 1'41"926 | 1'41"698 | 1'41"603 | 7       |
| 8                           | 6  | Felipe Massa       | Ferrari                 | 1'41"974 | 1'41"846 | 1'41"723 | 8       |
| 9                           | 10 | Romain Grosjean    | Lotus-Renault           | 1'42"046 | 1'41"620 | 1'41"778 | 9       |
| 10                          | 12 | Nico Hülkenberg    | Force India-Mercedes    | 1'42"579 | 1'42"019 | N.D.     | 10      |
| 11                          | 15 | Sergio Pérez       | Sauber-Ferrari          | 1'42"624 | 1'42"084 | N.D.     | 11      |
| 12                          | 11 | Paul di Resta      | Force India-Mercedes    | 1'42"572 | 1'42"218 | N.D.     | 12      |
| 13                          | 7  | Michael Schumacher | Mercedes                | 1'42"735 | 1'42"289 | N.D.     | 13      |
| 14                          | 19 | Bruno Senna        | Williams-Renault        | 1'43"298 | 1'42"330 | N.D.     | 14      |
| 15                          | 14 | Kamui Kobayashi    | Sauber-Ferrari          | 1'43"582 | 1'42"606 | N.D.     | 15      |
| 16                          | 16 | Daniel Ricciardo   | STR-Ferrari             | 1'43"280 | 1'42"765 | N.D.     | 16      |
| 17                          | 17 | Jean-Éric Vergne   | STR-Ferrari             | 1'44"058 | N.D.     | N.D.     | 17      |
| 18                          | 20 | Heikki Kovalainen  | Caterham-Renault        | 1'44"956 | N.D.     | N.D.     | 18      |
| 19                          | 25 | Charles Pic        | Marussia-Cosworth       | 1'45"089 | N.D.     | N.D.     | 19      |
| 20                          | 21 | Vitalij Petrov     | Caterham-Renault        | 1'45"151 | N.D.     | N.D.     | 20      |
| 21                          | 24 | Timo Glock         | Marussia-Cosworth       | 1'45"426 | N.D.     | N.D.     | 21      |
| 22                          | 22 | Pedro de la Rosa   | HRT-Cosworth            | 1'45"766 | N.D.     | N.D.     | 22      |
| 23                          | 23 | Narain Karthikeyan | HRT-Cosworth            | 1'46"382 | N.D.     | N.D.     | 23      |
| SQ                          | 1  | Sebastian Vettel   | Red Bull Racing-Renault | 1'42"160 | 1'41"511 | 1'41"073 | 24      |
| Tempo limite 107%: 1'48"601 |    |                    |                         |          |          |          |         |

Con i tempi in grassetto sono visualizzate le migliori prestazioni in Q1, Q2 e Q3.

## Gara

### Resoconto
Prima del giro di ricognizione un problema tecnico blocca la HRT di Pedro de la Rosa, che deve partire dalla pit lane, accodandosi a Sebastian Vettel. Al via Lewis Hamilton mantiene la testa dell gara, precedendo Kimi Räikkönen, Pastor Maldonado, Mark Webber. Poco dopo anche Fernando Alonso riesce a passare l'australiano della Red Bull Racing. Nelle retrovie vi è un contatto tra Bruno Senna e Nico Hülkenberg, mentre subiscono una foratura Romain Grosjean e Paul di Resta. Anche Vettel, partito dalla pit lane, danneggia l'ala anteriore nei primi giri in un contatto con Bruno Senna.
Al giro 8 vi è un incidente tra l'HRT di Narain Karthikeyan e la Mercedes di Nico Rosberg: la vettura del tedesco colpisce quella dell'indiano, decollando poi sopra l'HRT. La direzione di corsa fa entrare in pista la safety car. Durante il periodo con la vettura di sicurezza Vettel, già risalito in dodicesima posizione, per evitare un contatto con Daniel Ricciardo, colpisce il pannello di segnalazione di inizio della seconda zona DRS. Poco dopo il tedesco va ai box, sostituisce l'ala anteriore e monta gomme soft, retrocedendo nuovamente in ventunesima posizione.
Alla ripartenza Hamilton mantiene il comando mentre, nelle retrovie, continua la rincorsa di Sebastian Vettel che attacca Romain Grosjean per la diciottesima piazza, ma superando la linea che determina il tracciato: il tedesco restituisce la posizione ma, poco dopo, è capace di superare nuovamente il francese.
Al ventesimo giro Lewis Hamilton, tranquillo leader della gara, è costretto al ritiro per un guasto tecnico. Maldonado inizia ad avere difficoltà con le gomme e al ventunesimo giro Alonso guadagna il secondo posto, a sei secondi da Raikkonen, ora leader. Due giri dopo anche Mark Webber tenta il sorpasso sul venezuelano, ma le due vetture si toccano e l'australiano finisce in testacoda rientrando settimo dietro Pérez. Nel 24º giro, Button passa Maldonado nello stesso momento in cui un impeccabile Pérez ha la meglio su Massa e sale al quinto posto. Vettel è intanto risalito all’ottavo posto. Guadagna un'ulteriore posizione nel ventiseiesimo giro quando Webber ha un altro incontro ravvicinato, questa volta con Felipe Massa. Il brasiliano va in testacoda e perde tre posizioni. Al 29º giro anche Pérez ha la meglio su Maldonado e sale al terzo posto provvisorio, prima di effettuare il pit-stop.
Tra il 28º e 32º giro tutti i primi vanno, infatti, al cambio gomme: Kimi Räikkönen continua a comandare la gara, davanti a Sebastian Vettel, che monta gomme soft montate al 13º giro, seguono poi Fernando Alonso, Jenson Button, Romain Grosjean, Paul di Resta, Sergio Pérez, Mark Webber e Pastor Maldonado.
Sebastian Vettel cambia le sue gomme al giro 37, rimonta gomme soft, e rientra in pista quarto, davanti al trenino di vetture comandate da Grosjean, anche lui, come di Resta fermatosi nelle prime fasi di gara. Un giro dopo di Resta attacca il francese, mentre anche Pérez cerca di approfittare, ma va lungo e rientrando in pista colpisce Grosjean che, a sua volta, coinvolge Mark Webber. Questi ultimi due sono costretti al ritiro. La direzione di corsa rimanda in pista la vettura di sicurezza. Ciò consente a Vettel di azzerare la distanza con i primi tre della gara.
Negli ultimi giri Alonso mette pressione a Kimi Räikkönen, così come Vettel pressa Button. A quattro tornate dal termine Sebastian Vettel passa Button e conquista il terzo posto.
Kimi Räikkönen vince per la prima volta dal suo ritorno in Formula 1 (non accadeva dal Gran Premio del Belgio 2009), davanti a Fernando Alonso e Sebastian Vettel. Per il Lotus F1 Team è la prima vittoria dal cambio di denominazione, mentre per il nome Lotus, considerando anche le vittorie dello storico Team Lotus, attivo dal 1958 al 1994, è l'ottantesimo successo iridato, il primo dal Gran Premio degli Stati Uniti d'America 1987, ottenuto all'epoca da Ayrton Senna. La McLaren, grazie al quarto posto di Jenson Button, conquista il nuovo record di arrivi consecutivi a punti per un costruttore: 56. La Red Bull Racing non ottiene i punti necessari per conquistare matematicamente il campionato costruttori.

### Risultati
I risultati del gran premio sono i seguenti:
| Pos | Nº | Pilota             | Costruttore             | Giri | Tempo/Ritiro                       | Griglia | Punti |
| --- | -- | ------------------ | ----------------------- | ---- | ---------------------------------- | ------- | ----- |
| 1   | 9  | Kimi Räikkönen     | Lotus-Renault           | 55   | 1h45'58"667                        | 4       | 25    |
| 2   | 5  | Fernando Alonso    | Ferrari                 | 55   | +0"852                             | 6       | 18    |
| 3   | 1  | Sebastian Vettel   | Red Bull Racing-Renault | 55   | +4"163                             | 24      | 15    |
| 4   | 3  | Jenson Button      | McLaren-Mercedes        | 55   | +7"787                             | 5       | 12    |
| 5   | 18 | Pastor Maldonado   | Williams-Renault        | 55   | +13"007                            | 3       | 10    |
| 6   | 14 | Kamui Kobayashi    | Sauber-Ferrari          | 55   | +20"076                            | 15      | 8     |
| 7   | 6  | Felipe Massa       | Ferrari                 | 55   | +22"896                            | 8       | 6     |
| 8   | 19 | Bruno Senna        | Williams-Renault        | 55   | +23"542                            | 14      | 4     |
| 9   | 11 | Paul di Resta      | Force India-Mercedes    | 55   | +24"160                            | 12      | 2     |
| 10  | 16 | Daniel Ricciardo   | STR-Ferrari             | 55   | +27"463                            | 16      | 1     |
| 11  | 7  | Michael Schumacher | Mercedes                | 55   | +28"075                            | 13      |       |
| 12  | 17 | Jean-Éric Vergne   | STR-Ferrari             | 55   | +34"906                            | 17      |       |
| 13  | 20 | Heikki Kovalainen  | Caterham-Renault        | 55   | +47"764                            | 18      |       |
| 14  | 24 | Timo Glock         | Marussia-Cosworth       | 55   | +56"473                            | 21      |       |
| 15  | 15 | Sergio Pérez       | Sauber-Ferrari          | 55   | +56"768                            | 11      |       |
| 16  | 21 | Vitalij Petrov     | Caterham-Renault        | 55   | +1'04"595                          | 20      |       |
| 17  | 22 | Pedro de la Rosa   | HRT-Cosworth            | 55   | +1'11"778                          | 23      |       |
| Rit | 25 | Charles Pic        | Marussia-Cosworth       | 41   | Motore                             | 19      |       |
| Rit | 10 | Romain Grosjean    | Lotus-Renault           | 37   | Collisione con M.Webber e S. Perez | 9       |       |
| Rit | 2  | Mark Webber        | Red Bull Racing-Renault | 37   | Collisione con R.Grosjean          | 2       |       |
| Rit | 4  | Lewis Hamilton     | McLaren-Mercedes        | 19   | Pressione della benzina            | 1       |       |
| Rit | 23 | Narain Karthikeyan | HRT-Cosworth            | 7    | Collisione con N.Rosberg           | 23      |       |
| Rit | 8  | Nico Rosberg       | Mercedes                | 7    | Collisione con N.Karthikeyan       | 7       |       |
| Rit | 12 | Nico Hülkenberg    | Force India-Mercedes    | 0    | Collisione con B.Senna             | 10      |       |

## Classifiche Mondiali

### Piloti
| Pos | Pilota             | Punti |
| --- | ------------------ | ----- |
| 1   | Sebastian Vettel   | 255   |
| 2   | Fernando Alonso    | 245   |
| 3   | Kimi Räikkönen     | 198   |
| 4   | Mark Webber        | 167   |
| 5   | Lewis Hamilton     | 165   |
| 6   | Jenson Button      | 153   |
| 7   | Felipe Massa       | 95    |
| 8   | Nico Rosberg       | 93    |
| 9   | Romain Grosjean    | 90    |
| 10  | Sergio Pérez       | 66    |
| 11  | Kamui Kobayashi    | 58    |
| 12  | Nico Hülkenberg    | 49    |
| 13  | Paul di Resta      | 46    |
| 14  | Pastor Maldonado   | 43    |
| 15  | Michael Schumacher | 43    |
| 16  | Bruno Senna        | 30    |
| 17  | Jean-Éric Vergne   | 12    |
| 18  | Daniel Ricciardo   | 10    |

### Costruttori
| Pos | Team                    | Punti |
| --- | ----------------------- | ----- |
| 1   | Red Bull Racing-Renault | 422   |
| 2   | Ferrari                 | 340   |
| 3   | McLaren-Mercedes        | 318   |
| 4   | Lotus-Renault           | 288   |
| 5   | Mercedes                | 136   |
| 6   | Sauber-Ferrari          | 124   |
| 7   | Force India-Mercedes    | 95    |
| 8   | Williams-Renault        | 73    |
| 9   | STR-Ferrari             | 22    |

## Decisioni della FIA
Al termine della gara, la FIA decide di non penalizzare né l’incidente tra Nico Hulkenberg e Bruno Senna né quello tra Nico Rosberg e Narain Karthikeyan.